# Кристоф IV Зигмунд фон Велшперг-Лангенщайн-Примьор
Кристоф IV Зигмунд фон Велшперг-Лангенщайн-Примьор на немски: Christoph IV Siegmund Freiherr von Welsperg zu Langenstein und Primör; * 1528; † 1580) е австрийски фрайхер от род Велшперг от Южен Тирол в Лангенщайн и Примьор в Тренто.

## Живот
Той е син на фрайхер Зигизмунд III фон Велшперг-Примьор († 1552) и съпругата му Маргарета фон Лупфен (* 1491), дъщеря на граф и ландграф Хайнрих III фон Лупфен-Щюлинген (1462 – 1521) и Хелена фон Раполтщай-Хоенак-Геролдсек († сл. 1521). Майка му е сестра на Йохан фон Лупфен (1487 – 1551), княжески епископ на Констанц (1532 – 1537).
Фамилията фон Велшперг имигрира от Етрурия в Реция и остава вероятно в Тирол и построява ок. 1167 г. замък Велшперг.
При Кристоф IV Зигмунд семейството отново влиза във владение на имоти, принадлежащи към юрисдикцията на Alt-und Neu-Rasen, и той получава от император Фердинанд II почетната титла „magister coquine e triclinius“ на княжеското Графство Тирол. През 1571 г. два лъва се появяват в ръцете на Велшперг.
През 1593 г. родът фон Велшперг е издигнат на имперски граф.

## Фамилия
Кристоф IV Зигмунд фон Велшперг се жени 1547 г. за фрайин Ева Доротея Луция фон Фирмиан (* ок. 1534; † 1585), дъщеря на фрайхер Йорг фон Фирмиан († 1540) и Катарина фон Турн. Те имат осем деца:
- Зигмунд IV Йохан фон Велшперг-Примьор (1552 – 1613), фрайхер, женен 1590 г. за графиня Клара фон Хоенемс (* 10 септември 1571; † 5 декември 1604), сестра на Каспар фон Хоенемс; имат двама сина
- Елеонора Филипина фон Велшперг (* 1573; † 4 януари 1614), омъжена на 15 май 1592 г. в Роверето за граф Каспар фон Хоенемс (* 1 март 1573; † 10 януари 1640)
- Катарина фон Велшперг († сл. 1608, Хайгерлох; погребана в църквата на замъка), омъжена на 19 октомври 1577 г. в Зигмаринген за граф Кристоф фон Хоенцолерн-Хайгерлох (* 20 март 1552, Хайгерлох; † 21 април 1592, Хайгерлох)[3]
- Кристоф фон Велшперг († 6 март 1634), женен на 26 ноември 1582 г. за фрайин Адалберта Фугер фон Кирхберг-Вайсенхайм (* 5 декември 1560; † 19 януари 1611)
- Георг фон Велшперг, женен за Амалия фон Хорнберг
- Мария Сидония фон Велшперг († 17 януари 1646, Залцбург), през 1589 г. главен маршал на Тирол, омъжена I. за фрайхер Балтазар II фон Траутзон († 1594), II. 1599 г. за граф Ханс Рудолф фон Райтенау цу Гмюнд и Лангенщайн († 3 май 1633, Гмюнд), който е брат на Волф Дитрих фон Райтенау, княжески архиепископ на Залцбург (1587 – 1612).
- Анна фон Велшперг, омъжена за барон Клаудио ди Тулиерс-Монтжоие
- Доротея фон Велшперг (* 1559; † 4 ноември 1615), омъжена на 27 май 1585 г. за граф Никола фон Лодрон (* 1549; † 10 ноември 1621); родители на
  - Парис фон Лодрон (1586 – 1653), княз-архиепископ на Залцбург (1619 – 1653)